# 모블로그
모블로그(Moblog)은 모바일(Mobile)과 블로그(Blog)의 합성어로 휴대전화를 이용해 웹상의 블로그에 글이나 그림 등의 콘텐츠를 올릴 수 있도록 하는 서비스를 말한다.
사용자 자신이 의견을 쓰고 싶을 때 언제든지 다양한 형식과 주제의 글을 온라인으로 올릴 수 있어 '1인 미디어'로 운용되는 블로그의 특성을 구현하기에 적합한 서비스로 2003년 7월 인티즌(www.intizen.com)에서 '폰폴더'라는 이름으로 서비스하기 시작했다. 지금은 휴대전화로 문자 메시지를 전송하는 것과 같이 카메라폰으로 찍은 사진을 사진의 메일주소로 전송하는 폰투웹 방식이지만 앞으로는 인터넷이나 휴대전화로 콘텐츠를 전송하는 웹투폰 방식의 모블로그도 가능하다.

## 같이 보기
- 휴대 전화
- 스마트폰